# Gwonseon-dong
Gwonseon-dong (koreanska: 권선동) är en stadsdel i staden Suwon i provinsen Gyeonggi i den nordvästra delen av Sydkorea, 30 km söder om huvudstaden Seoul. Den ligger i stadsdistriktet Gwonseon-gu.

## Indelning
Administrativt är Gwonseon-dong indelat i:
| Namn    | Namn                | Yta km² | Invånare 31 dec 2020 |
| ------- | ------------------- | ------- | -------------------- |
| 권선1동 | Gwonseon 1(il)-dong | 1,03    | 25 479               |
| 권선2동 | Gwonseon 2(i)-dong  | 1,81    | 49 798               |